# Hôtel de Rambouillet

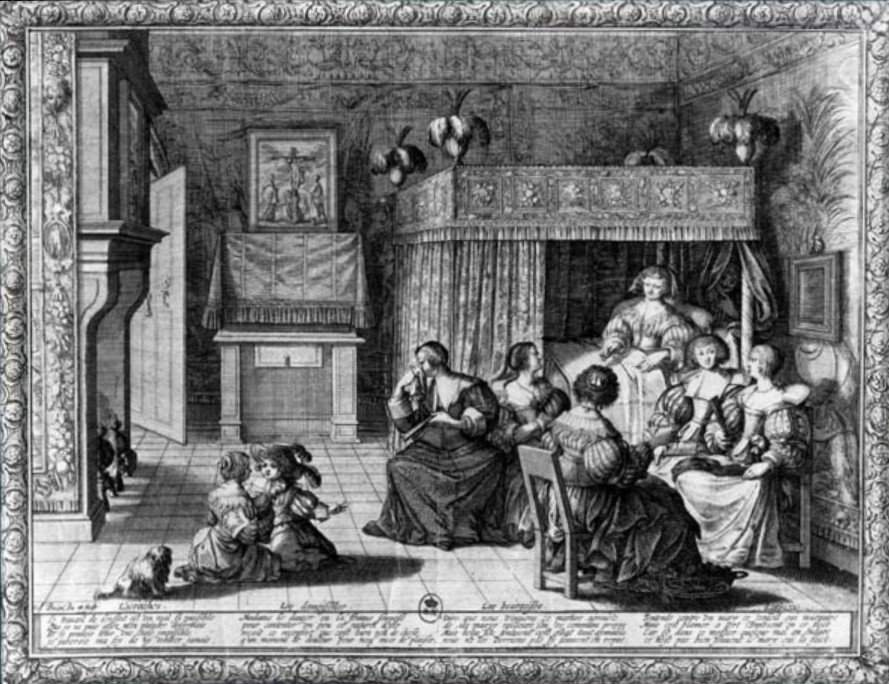
Markiezin De Rambouillet ontving haar gasten in haar Chambre Bleue (Blauwe kamer), liggend op haar dagbed, door Abraham Bosse (1604–1676)

Het Hôtel de Rambouillet was het verblijf in Parijs van Madame de Rambouillet, waar ze van 1620 tot 1648 een gerenommeerde literaire salon onderhield.

## Achtergrond

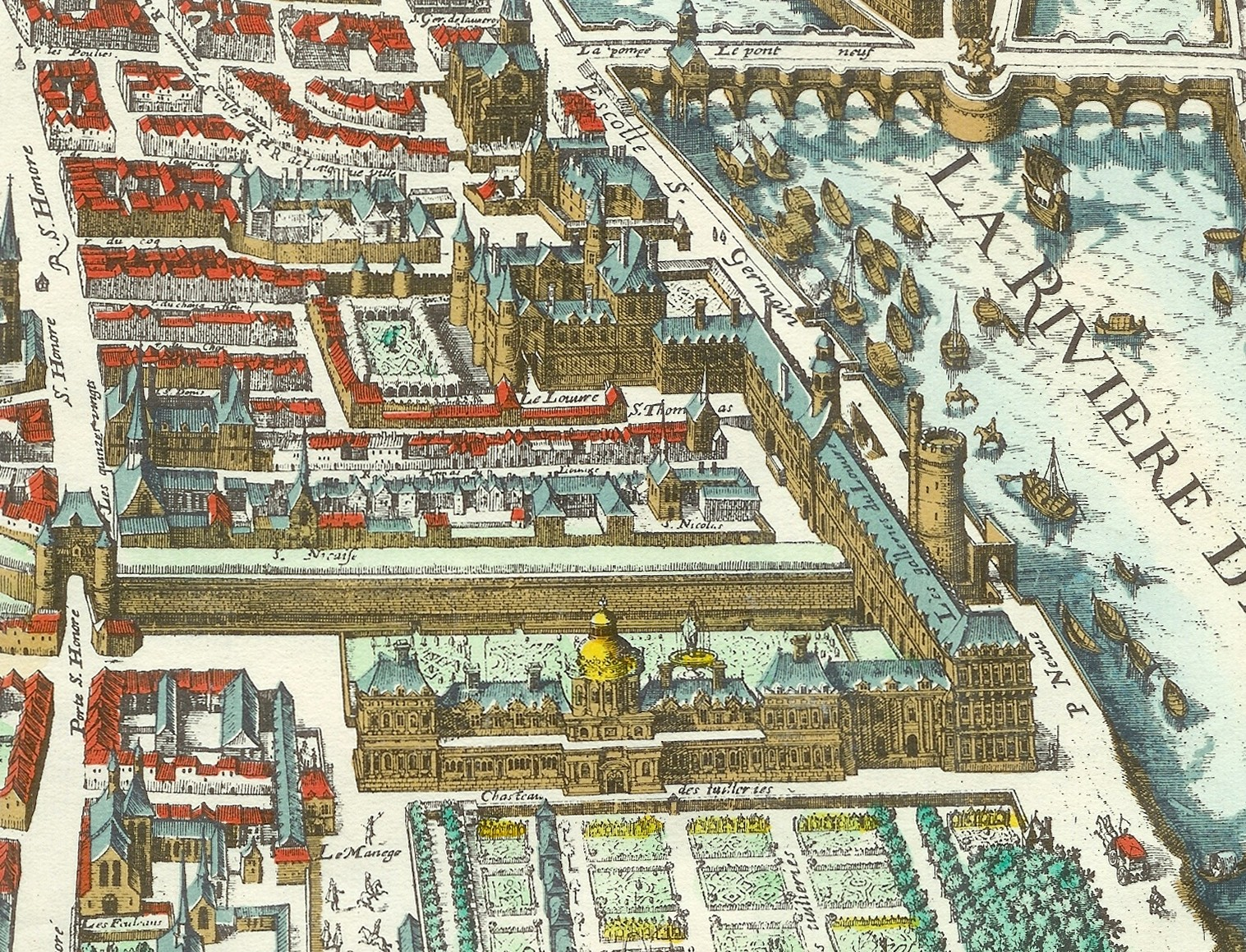
Het Louvre (midden bovenin) en het Palais des Tuileries (op de voorgrond). Het Hôtel de Rambouillet lag ergens in het midden tussen beide. Fragment van de kaart van Merian uit 1615.

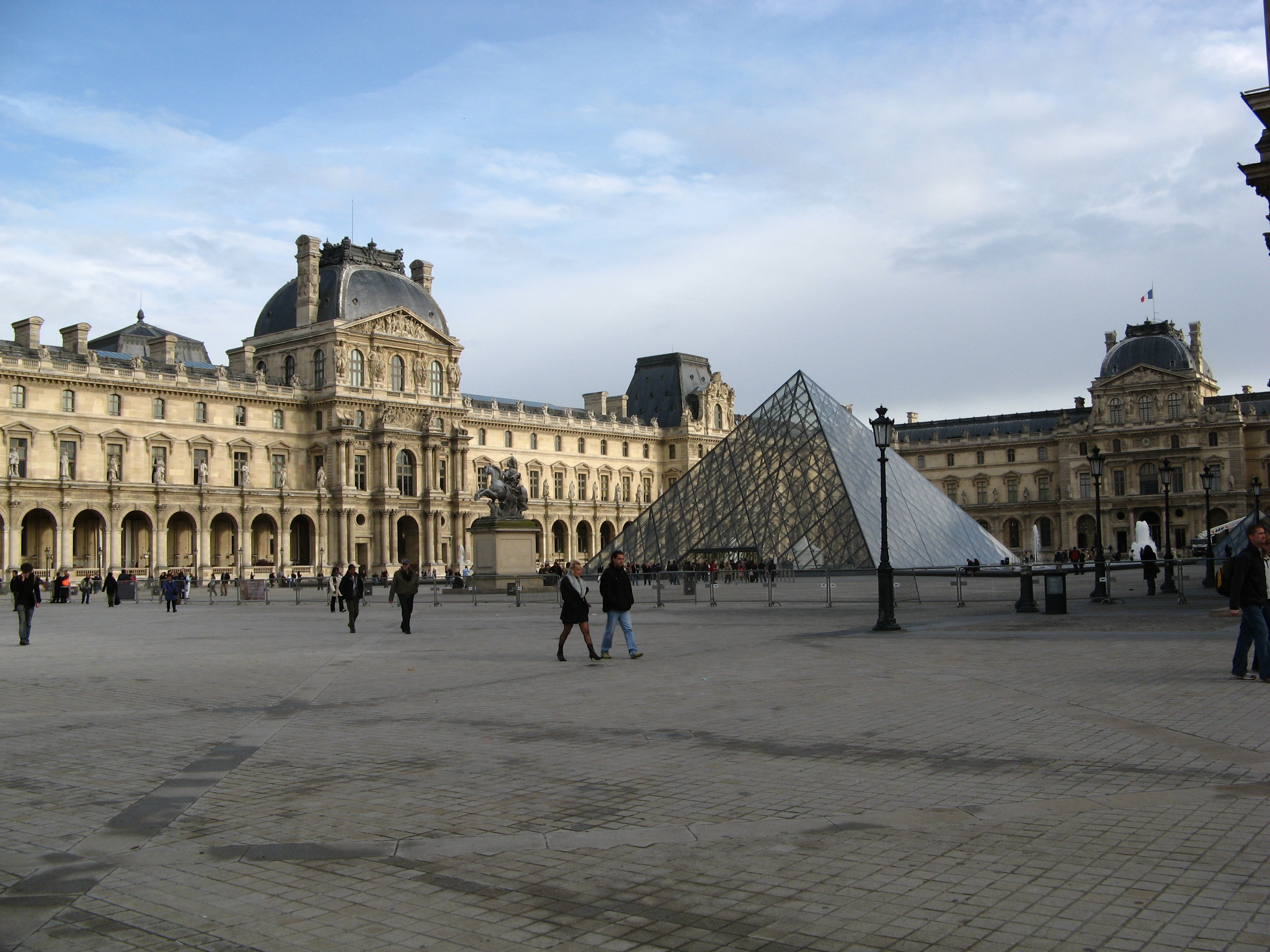
Het Hôtel de Rambouillet bevond zich uiterst links in beeld, waar zich sinds de tweede helft van de 19e eeuw de Richelieu-vleugel van het Louvre zich bevindt.

De salon van de markiezin de Rambouillet  was een reactie op onder meer de losbandigheid en lompe omgangsvormen aan het Franse hof onder koning Hendrik IV. Het was de eerste beroemde literaire salon in Frankrijk.
De leden van het salongezelschap werden ontvangen in de Chambre Bleue, de Blauwe kamer, een van de vertrekken van het verblijf. Er kwam een keur aan gasten samen uit de literaire wereld, de mode en het theater. Onder hen waren Madame de Sévigné, Madame de La Fayette, Madeleine de Scudéry, de hertogin de Longueville, de hertogin de Montpensier, Jean-Louis Guez de Balzac, Jacques-Bénigne Bossuet, Jean Chapelain, Pierre Corneille, François de Malherbe, marquis de Racan, Richelieu, La Rochefoucauld, Paul Scarron, Claude Favre de Vaugelas en Vincent Voiture. 
Ze noemden zichzelf de précieux, wat nog steeds de benaming is voor de literaire stroming die in Frankrijk aan het begin van de 17e eeuw opkwam. 
Het gezelschap streefde naar een vorm van zelfrealisatie, die ze honnêteté noemden. Dit was een kwaliteit die in de ogen van de leden van de salon node gemist werd in het toenmalige keiharde, opzichtige, corrupte en het steeds verder corrumperende hofleven. Honnêteté was een vorm van terughoudendheid en decorum, wat men als een tweede natuur als een vanzelfsprekend wilde uitstralen. Het was een omgangsvorm die de aristocraten en leden van de gegoede burgerij met elkaar deelden, maar die niet gemakkelijk kon worden onderwezen of geleerd. 
In tegenstelling tot bij het hof werden door de elite van het Hôtel de Rambouillet de eigen leden kozen. Preciezer gezegd, werd het recht om erbij te horen door de bestaande leden erkend. In de dagelijkse omgang werd men niet beperkt door te stringente omgangsvormen.
De literaire salon bloeide vooral in de 17e en 18e eeuw. Veel – vooral vrouwelijke – aristocraten in Frankrijk ten tijde van het ancien régime volgden het voorbeeld van de markiezin van Rambouillet en begonnen hun eigen salons.

### Conversatie en taalgebruik
Leden van het gezelschap schreven elkaar regelmatig, en deelden vooral ervaringen in de directe conversatie. De conversatie werd tot een kunstvorm verheven, waarvoor de leden van de groep een fijne smaak ontwikkelden. De pastorale roman L'Astrée van Honoré d'Urfé werd er zowel als toneelstuk opgevoerd als voorgelezen. Andere voorlezingen omvatten onder meer de romans van Gautier de Costes de La Calprenède (1610-1663) en van Madeleine de Scudéry, die het gezelschap zelf ook een spiegel voorhield.
Met de verfijnde conversatie ontstonden de zogenoemde préciosité-verfijningen van de Franse taal, die later deels op schrift werd gesteld in de Dictionnaire de l'Académie française. Bepaalde begrippen in deze publicatie van de Académie française hadden hun oorsprong in de salonconversatie van het Hôtel de Rambouillet. Een voorbeeld was het begrip celadon om een bepaalde toon van lichtgrijze, blauwgroene glazuren van Chinees porselein te beschrijven.

## Het gebouw

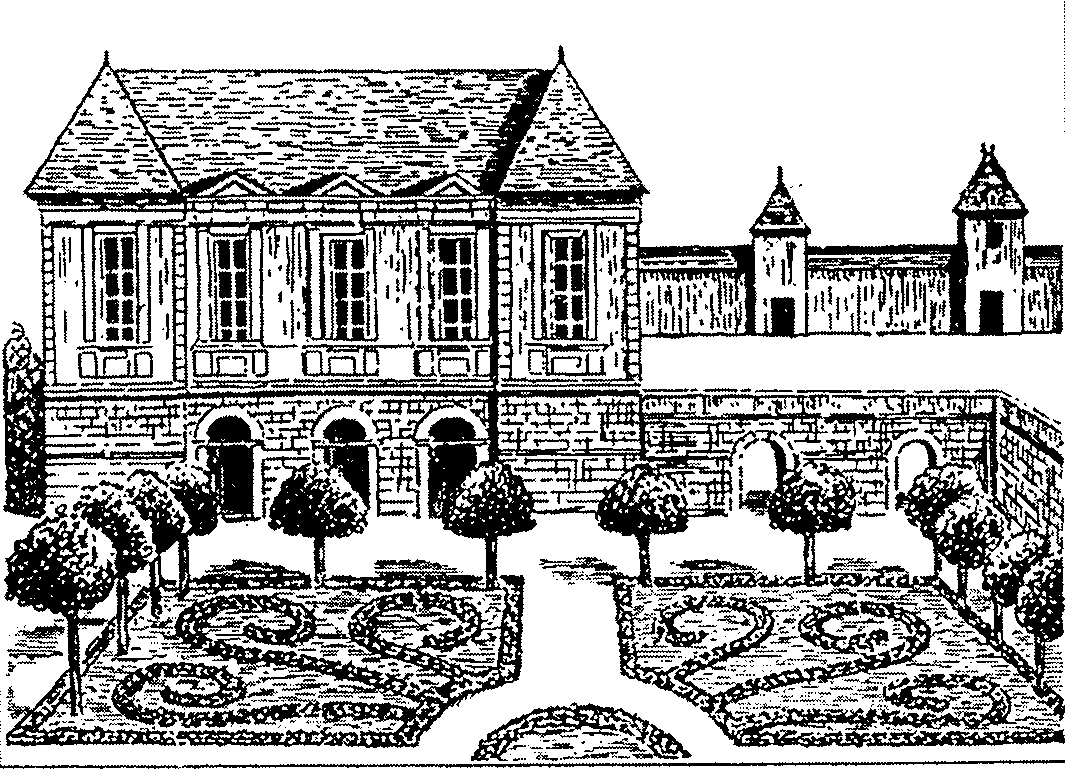
Hôtel de Rambouillet, illustratie uit 1929 naar een plattegrond van Gomboust uit 1652.

Het gebouw zelf heette daarvoor het Hôtel de Pisani, en was gelegen in de rue Saint-Thomas-du-Louvre in een voormalige wijk van Parijs. Deze in de 19e eeuw afgebroken wijk was gelegen tussen de paleizen van het Louvre en de Tuileries, nabij het toentertijd veel kleinere Place du Carrousel. 
In de 17e eeuw was een gelijknamig Hôtel de Rambouillet gelegen aan de rue Saint-Honoré. Dit verblijf behoorde toe aan de familie d'Angennes tot in het jaar 1602. Toen werd het verkocht aan kardinaal de Richelieu, die er het Palais-Cardinal (het latere Palais-Royal) liet bouwen, dat in 1624 werd opgeleverd.